# Landkreis Neu-Ulm
Landkreis Neu-Ulm ligger i den vestlige del af  Regierungsbezirk Schwaben i den tyske delstat Bayern. Nabolandkreise er mod nord Alb-Donau-Kreis i delstaten Baden-Württemberg, mod øst  Landkreis Günzburg, mod syd Landkreis Unterallgäu og mod vest Landkreis Biberach i Baden-Württemberg samt den kreisfri by Ulm. Landkreisen er en del af  Region Donau-Iller. Sæde for administrationen (Landratsamt) ligger  i  Neu-Ulm.

## Geografi
Landkreisen ligger hovedsagelig i forlandet til Alperne øst for Iller og syd for Donau. Kun kommunen Elchingen ligger i den sydlige udkant af Schwäbische Alb. Landkreisens område består af den såkaldte "Iller-Lech-Platte", en grusslette mellem Iller i vest og Donau mod nord. Mod syd stiger området op mod 610 meters højde.

### Trafik
Neu-Ulm var allerede i  1853 endestation for de Bayerske Statbaners linje til Augsburg , som i de følgende år blev ført over Donau til Ulm. 
I 1862 byggedes Illertalbahn til Memmingen, som fra  Neu-Ulm over Illertissen og Kellmünz førte mod syd.
Fra denne gik fra 1878 sidebanen  Senden - Weißenhorn og fra 1894 Kellmünz – Babenhausen.
Kommunen Elchingen ligger ved den nord for Donau i 1876 åbnede Brenzbahn fra Ulm til Aalen.
Fra  1897 til 1945 var Neu-Ulm forbundet med nabobyen Ulm  med en elektrisk sporvognslinje.
Begge lokalbaner blev tidligt nedlagt:
- 1964: Kellmünz – Weiler – Babenhausen 6 km
- 1966: Senden – Weißenhorn 10 km

Landkreis indrammes af mod nord motorvej A 8 og mod vest  A 7.

## Byer og kommuner
Kreisen havde 174200  indbyggere pr.  2018-12-31

| Byer 1. Illertissen (17473) 2. Neu-Ulm, administrationsby (58707) 3. Senden (22336) 4. Vöhringen (13557) 5. Weißenhorn (13442) Købstæder (Markt) 1. Altenstadt (5109) 2. Buch (3996) 3. Kellmünz an der Iller (1406) 4. Pfaffenhofen an der Roth (7256) Kommuner 1. Bellenberg (4514) 2. Elchingen (9437) 3. Holzheim (1910) 4. Nersingen (9446) 5. Oberroth (893) 6. Osterberg (934) 7. Roggenburg (2689) 8. Unterroth (1095) |

Verwaltungsgemeinschafte
1. Altenstadt
mit den Mitgliedsgemeinden
Altenstadt (Markt), Kellmünz a.d.Iller (Markt) und Osterberg
2. Buch
mit den Mitgliedsgemeinden
Buch (Markt), Oberroth und Unterroth
3. Pfaffenhofen a.d.Roth
mit den Mitgliedsgemeinden
Holzheim und Pfaffenhofen a.d.Roth (Markt)

Kommunefrie områder] (44,79 km²)
1. Auwald (4,96 km²)
2. Oberroggenburger Wald (6,43 km²)
3. Reudelberg (aufgelöst 1. Januar 2000)
4. Stoffenrieder Forst (15,79 km²)
5. Unterroggenburger Wald (17,62 km²)